# Ratpenat negre
El ratpenat negre (Myotis nigricans) és una espècie de ratpenat de la família dels vespertiliònids. Viu a l'Argentina, Colòmbia, Costa Rica, l'Equador, El Salvador, Grenada, Guatemala, Hondures, Mèxic, Montserrat, Nicaragua, Panamà, el Paraguai, el Perú, Trinitat i Tobago. El seu hàbitat natural són els boscos, tot i que també se'l troba a jardins i zones agrícoles. És una espècie en risc mínim, és a dir, no sembla que hi hagi cap amenaça significativa per a la seva supervivència.